# Österreichische Streethockeynationalmannschaft
Die österreichische Streethockeynationalmannschaft präsentiert Österreich bei Länderspielen und internationalen Turnieren in der Sportart Streethockey. Das Team wird vom Österreichischen Ball Hockey Verband (ÖBHV).

## Weltmeisterschaften
- Höchster Sieg: 11:0 gegen Mexiko (WM 2005)
- Höchste Niederlage: 0:16 gegen Kanada (WM 1996)

| WM   | Austragungsort(e) | Platz     |
| ---- | ----------------- | --------- |
| 1996 | Bratislava        | 7. Platz  |
| 1998 | Litoměřice        | 5. Platz  |
| 1999 | Bratislava        | 6. Platz  |
| 2001 | Toronto           | 7. Platz  |
| 2003 | Sierre            | 10. Platz |
| 2005 | Pittsburgh        | 15. Platz |
| 2007 | Ratingen          | 12. Platz |
| 2009 | Pilsen            | 10. Platz |
| 2011 | Bratislava        | 9. Platz  |